# Kursana
Die Kursana GmbH mit Sitz in Berlin ist Betreiberin von Pflegeheimen, betreuten Wohnanlagen bzw. Betreutem Wohnen und ambulanten Pflegediensten. Kursana ist Teil der Dussmann (Unternehmensgruppe).

## Unternehmensprofil
Die Kursana Gruppe beschäftigt rund 6.700 Mitarbeiter und hat 98 Standorte mit 10.922 Pflegeplätzen. Kursana ist in Deutschland vertreten. Der Jahresumsatz 2024 betrug 540 Millionen Euro.
Kursana hat 95 Einrichtungen in Deutschland: in 80 Häusern wird stationäre Pflege für alle Pflegegrade, in dreien die Betreuung für Menschen mit Behinderungen angeboten. 16 Häuser bieten Betreutes Wohnen sowie ambulante und stationäre Pflege.
Alle Einrichtungen bieten zudem Konzepte für die Betreuung von Menschen mit Demenz.